# Vitkindad turako
Vitkindad turako (Menelikornis leucotis) är en fågel i familjen turakor inom ordningen turakofåglar.

## Utseende och läte
Vitkindad turako är en spektakulärt färgad grön turako med en buskig huvudtofs. Den uppvisar två vita teckningar på kinden och stora karmosinröda fläckar på vingarna som syns bäst i flykten. Arten liknar nära släktingen etiopienturako, men denna saknar vita ansiktsteckningar. Lätet består av en barsk accelererande serie med "kow"-toner.

## Utbredning och systematik
Vitkindad turako delas in i två underarter:
- leucotis – förekommer i Eritrea, norra och västra Etiopien samt närliggande östra Sydsudan
- donaldsoni – förekommer i syd-centrala Etiopien söder om Rift Valley och västligaste Somalia

### Släktestillhörighet
Arten placeras traditionellt i Tauraco, men genetiska studier visar att den tillsammans med nära släktingen etiopienturako är relativt avlägset släkt med övriga arter. De har därför flyttats till ett eget släkte, Menelikornis.

## Levnadssätt
Vitkindad turako hittas i bergsskogar. Likt andra turakor studsar den fram genom träden och flyger endast korta sträckor, då med snabba vingslag och långa glid.

## Status och hot
Arten har ett stort utbredningsområde, men tros minska i antal, dock inte tillräckligt kraftigt för att den ska betraktas som hotad. Internationella naturvårdsunionen IUCN listar arten som nära hotad (LC).

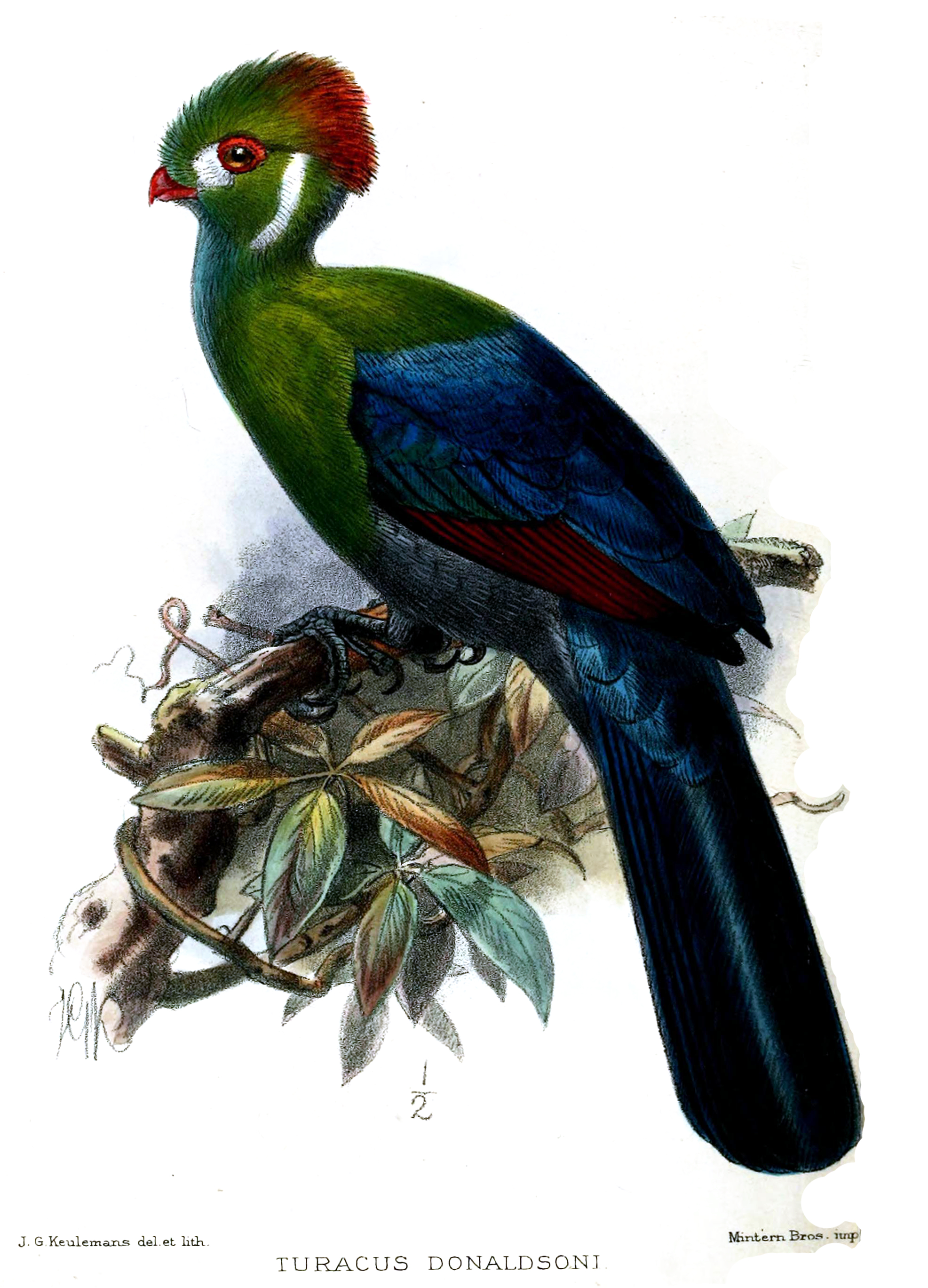